# Ambasada Tadżykistanu w Berlinie
Ambasada Tadżykistanu w Berlinie (tadż. Сафорати Ҷумҳурии Тоҷикистон дар Ҷумҳурии Федеративии Олмон) – misja dyplomatyczna Republiki Tadżykistanu w Republice Federalnej Niemiec.
Ambasador Tadżykistanu w Berlinie akredytowany jest również w Rzeczypospolitej Polskiej.

## Historia
Tadżykistan nawiązał stosunki dyplomatyczne z Polską 11 lutego 1992. W tym też roku nawiązał stosunki dyplomatyczne z Niemcami.
Ambasada Tadżykistanu w Bonn została otwarta 6 września 1994. W 1999 została przeniesiona do Berlina.